# Chiến lược của vị trí trung tâm
Chiến lược của vị trí trung tâm là một chiến lược của Napoleon trong chiến tranh Napoleon. Chiến lược liên quan đến việc tấn công hai đội quân phối hợp tác chiến tại vị trí tiếp giáp của họ, xoay cánh quân để chiến đấu với một đội cho đến khi cánh quân đó bỏ chạy, sau đó quay sang đối mặt với đội quân còn lại. Chiến lược cho giúp cho một lực lượng nhỏ hơn có thể đánh bại một lực lượng lớn hơn. Cách này mặc dù đã thành công trong các trận Ligny và trận Quatre Bras, đã thất bại trong trận Waterloo, khiến Napoleon bị đánh bại vì ông không thể ngăn chặn sự phối hợp của lực lượng Anh và Hà Lan với lực lượng Phổ.
Trong trận Blenheim vào năm 1704, Công tước Marlborough và Hoàng tử đồng minh của ông là Eugène de Savoie-Carignan nhận ra người Pháp rất yếu ở trung tâm khi khởi đầu tập trung các cuộc tấn công ở phía cánh. Khi Thống chế Tallard, Tư lệnh Pháp, tiếp tục tự làm suy yếu vị trí trung tâm của mình khi củng cố các vị trí chiến đấu ở phía cánh, Marlborough đã phát động một cuộc tấn công xuyên qua trung tâm đội hình quân Pháp và giành chiến thắng.
Vị trí trung tâm cũng được mô tả trong tình thế chiến lược tổng thể của Friedrich II của Phổ trong Chiến tranh Kế vị Áo và Chiến tranh Bảy Năm, mặc dù quân Phổ bị bao vây, Frederick đã sử dụng vị trí trung tâm của mình cơ động và tấn công từng kẻ thù một cách riêng biệt, mặc dù về tổng thể họ vượt trội hơn.
Trong Thế chiến II, Rommel duy trì vị trí trung tâm trên Tuyến Mareth giữa các lực lượng đồng minh ở Tunisia và Libya.
Cách thức này mất một số lợi thế khi được sử dụng để chống lại các cánh hoặc sườn nối tiếp của một lực lượng có cấu trúc chỉ huy thống nhất, vì khả năng liên kết và phối hợp tốt hơn của một lực lượng phòng thủ độc lập, cho phép nó thực hiện tốt một chuyển động gọng kìm chống lại kẻ tấn công.